# Journal télévisé
 (avril 2012).
 (avril 2012).
 (janvier 2017).
Si vous disposez d'ouvrages ou d'articles de référence ou si vous connaissez des sites web de qualité traitant du thème abordé ici, merci de compléter l'article en donnant les références utiles à sa vérifiabilité et en les liant à la section « Notes et références ».

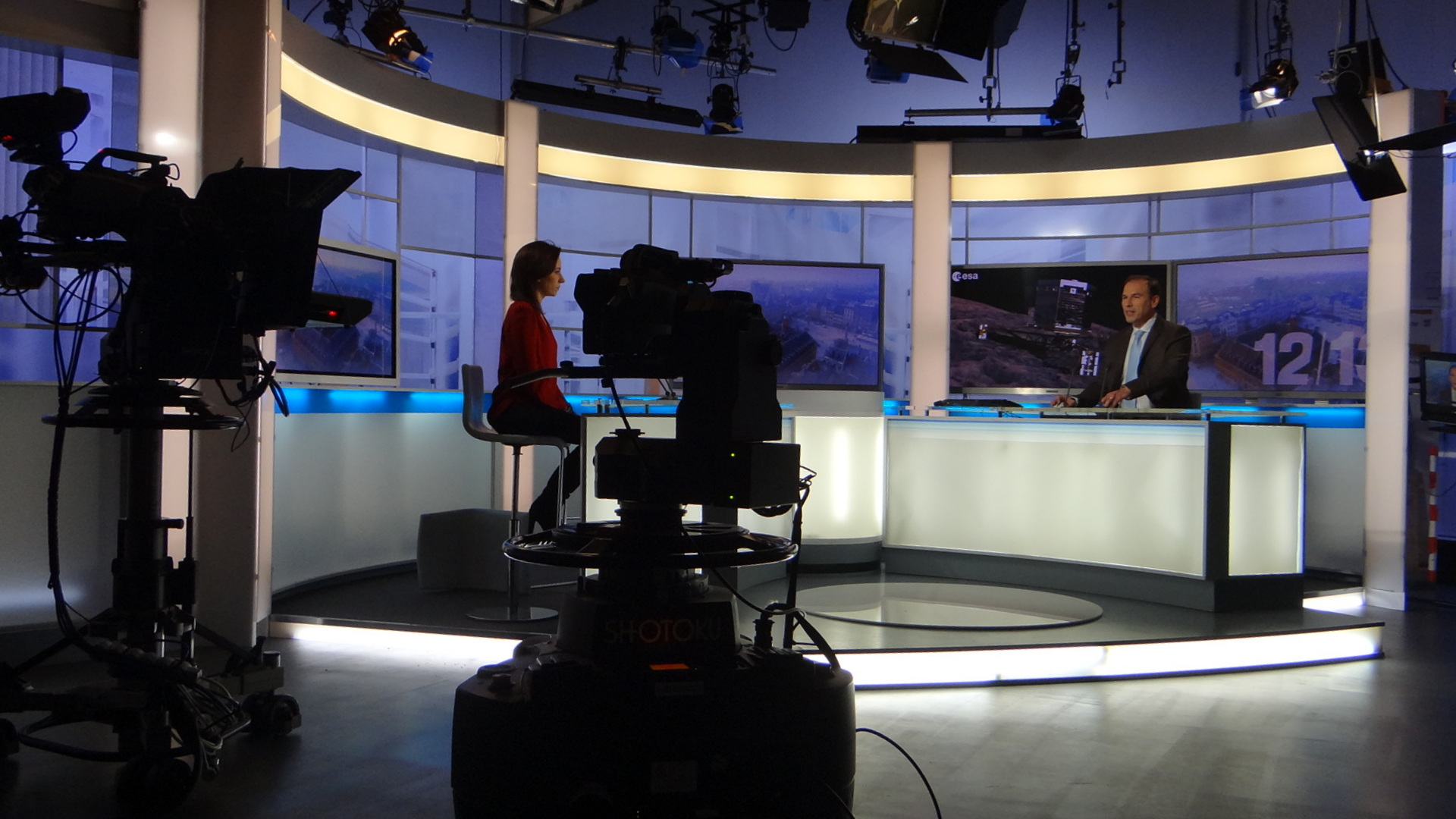
Plateau d'enregistrement d'un journal télévisé de France 3.

Un journal télévisé (terme utilisé principalement en France et en Belgique et abrégé en JT), ou téléjournal (principalement au Canada et en Suisse, abrégé en TJ), dit également  bulletin d'information, est une émission d'information diffusée à la télévision et généralement animée par un journaliste présentateur unique ou un couple de présentateurs récurrents, qui introduit des reportages ou des séquences sur des sujets locaux, nationaux ou internationaux et des chroniques comme la météo. 
Les informations proviennent le plus souvent des journalistes et des correspondants de la rédaction du réseau sur le terrain en région ou à l'étranger. Elles peuvent également provenir d'agences de presse internationales comme l'Agence France-Presse (AFP), Reuters TV, AP TV, La Presse canadienne ou de réseaux d'échange d'images comme l'Eurovision qui centralisent les sujets d'intérêt international, produits par les télévisions nationales du monde entier. Le présentateur peut également résumer lui-même une information par des commentaires, avec images (« off ») ou sans (« brève »). 
Depuis le milieu des années 1980, le journal tout en images introduit une nouvelle formule de journal télévisé, dépourvue de présentateur face caméra, les nouvelles sont commentées en voix hors-champ.

## Terminologie
Le terme journal télévisé, abrégé JT, est utilisé sur 2P2L principalement en France, où il est notamment diffusé par les chaînes TF1, France 2, France 3, Canal +, M6, BFM TV, CNews, LCI et franceinfo et en Belgique, par la RTBF. Au Canada et en Suisse, le terme téléjournal est employé, avec l'acronyme TJ[réf. nécessaire].

## Distinction entre journaltéléviséet journalparlé (journal radio)
Les journaux télévisés se différencient des journaux parlés (terme réservé à la radio) non seulement par la présence d'images mais aussi par un type d'expression différent : le journaliste étant visible, son apparence est primordiale (manière de s'habiller, gestuelle, mimiques). Pour un journal parlé, au contraire, le vocabulaire et le ton de la voix sont fondamentaux, car tout le message passe par la compréhension du discours audio. En contrepartie, l'auditoire étant concentré sur le texte, le débit de parole peut être plus important qu'au journal télévisé.
De plus, alors que la durée moyenne d'un JT à travers le monde semble être standardisée autour de 25 à 35 minutes[réf. nécessaire], le journal radio peut aller plus couramment du flash (quelques minutes) à la tranche matinale, de la mi-journée ou du soir d'une à plusieurs heures. De plus, la diffusion d'un JT comporte plus de contraintes que celle d'un journal parlé en radio, où une plage musicale peut être facilement interrompue, ce qui est difficile à faire pendant une émission télévisée.

## Représentation sociale
En France, le baromètre publié chaque année par le CSA illustre un écart très important entre la représentation des catégories sociales supérieures à la télévision et leur poids démographique réel dans la société. Ainsi, alors que moins d’un tiers des Français appartiennent à ces catégories, ils représentent plus de 88 % des personnes visibles aux journaux télévisés.

## Typologie
En se référant aux JT quotidiens, cinq types principaux peuvent être mis en évidence :
- les journaux télévisés de synthèse, en fin de soirée
- les tranches d'information matinales
- les grands journaux télévisés
- l'édition spéciale
- les titres

Il existe également les journaux télévisés en continu, présentant de l'information sur toute la journée, parfois même la nuit. C'est le cas en France de BFM TV, CNews, LCI et FranceInfo. L'appellation JT est toutefois discutable puisqu'elle fait d'abord stricto sensu référence à une émission ponctuelle.

## Principaux JT
- Voir la liste des journaux télévisés du soir
- Voir la liste des journaux télévisés de la mi-journée

## Travaux universitaires
- Armelle Dujardin, sous la direction de Christian Delporte et Fabrice d'Almeida, Le journal télévisé de 13 heures, mémoire de DEA en histoire culturelle des sociétés contemporaines, université de Versailles-Saint-Quentin-en-Yvelines, 2002.